# Priscilla Chinchilla
Priscilla Chinchilla (* 11. Juli 2001 in Pérez Zeledón, Provinz San José) ist eine costa-ricanische Fußballspielerin.

## Karriere

### Vereine
Sie startete ihre Karriere im Jahr 2016 bei Suva Sport und Arenal de Coronado. Im nächsten Jahr war sie dann bei AD Moravia und CODEA Alajuela aktiv. Ab dem Jahr 2018 gehörte sie dann schließlich Alajuelense FF an, mit denen sie im Jahr 2019 das zweite Mal die Meisterschaft gewann. Seit Anfang 2021 steht sie nun beim Glasgow City FC in Schottland unter Vertrag. Mit diesen gewann sie bereits zwei Mal die nationale Meisterschaft.

### Nationalmannschaft
Mit der costa-ricanischen U20 nahm sie an der CONCACAF Meisterschaft 2018. Ein paar Monate später war sie mit der U17 auch bei deren Austragung dabei.
Ihr erstes Spiel für die A-Nationalmannschaft hatte sie im November 2017 im Alter von 16 Jahren gegen Mexiko. Später gehörte sie hier auch zum Kader beim Gold Cup 2018 sowie im selben Jahr bei den Panamerikanischen Spielen. Nach den Qualifikationsspielen für das Olympiaturnier 2020 und weiteren Freundschaftsspielen war ihr nächstes Turnier erst wieder die CONCACAF W Championship 2022. Hier erreichte sie mit ihrer Mannschaft den vierten Platz und qualifizierte sich so für die kommende WM-Endrunde.
Am 8. Juli 2023 wurde sie für den Kader der Weltmeisterschaft 2023 nominiert.